# Zemský okres Alba-Dunaj
Zemský okres Alba-Dunaj (německy Alb-Donau-Kreis) je zemský okres v německé spolkové zemi Bádensko-Württembersko, ve vládním obvodě Tübingen. Sídlem správy okresu je město Ulm, které však není jeho součástí, ale tvoří samostatný městský okres. V roce 2014 zde žilo 189 129 obyvatel.

## Geografie
Severní část okresu Alba-Dunaj tvoří pohoří Švábská Alba. Přes jeho jižní území protéká řeka Dunaj, a to od jihozápadu na severovýchod. Do okresu vstupuje u obce Obermarchtal a opouští jej u města Ulm. Okres sousedí (ze severu ve směru hodinových ručiček) s okresy Biberach, Reutlingen, Göppingen a Heidenheim, dvěma bavorskými okresy Günzburg a Neu-Ulm, a s nezávislým městským okresem, městem Ulm.

## Obyvatelstvo
Vývoj počtu obyvatelstva okresu Alba-Dunaj od roku 1973:
| Rok               | Obyvatelé |
| ----------------- | --------- |
| 31. prosinec 1973 | 155 120   |
| 31. prosinec 1975 | 155 694   |
| 31. prosinec 1980 | 160 377   |
| 31. prosinec 1985 | 159 543   |
| 27. květen 1987   | 160 244   |

| Rok               | Obyvatelé |
| ----------------- | --------- |
| 31. prosinec 1990 | 168 981   |
| 31. prosinec 1995 | 180 309   |
| 31. prosinec 2000 | 185 929   |
| 31. prosinec 2005 | 190 233   |
| 30. červen 2006   | 190 182   |

## Města a obce
| Města | Obce | Obce | Obce |
| --- | --- | --- | --- |
| 1. Blaubeuren 2. Dietenheim 3. Ehingen 4. Erbach 5. Laichingen 6. Langenau 7. Munderkingen 8. Schelklingen | 1. Allmendingen 2. Altheim 3. Altheim (Alb) 4. Amstetten 5. Asselfingen 6. Ballendorf 7. Balzheim 8. Beimerstetten 9. Berghülen 10. Bernstadt 11. Blaustein 12. Börslingen 13. Breitingen 14. Dornstadt 15. Emeringen 16. Emerkingen | 1. Griesingen 2. Grundsheim 3. Hausen am Bussen 4. Heroldstatt 5. Holzkirch 6. Hüttisheim 7. Illerkirchberg 8. Illerrieden 9. Lauterach 10. Lonsee 11. Merklingen 12. Neenstetten 13. Nellingen 14. Nerenstetten 15. Oberdischingen 16. Obermarchtal | 1. Oberstadion 2. Öllingen 3. Öpfingen 4. Rammingen 5. Rechtenstein 6. Rottenacker 7. Schnürpflingen 8. Setzingen 9. Staig 10. Untermarchtal 11. Unterstadion 12. Unterwachingen 13. Weidenstetten 14. Westerheim 15. Westerstetten |